# Havildar
Havildar (हविलदार, حوِلدار) var titeln för en befälhavare på en borg under Marathariket. I Ostindiska Kompaniets armé i Indien var det en militär grad motsvarande sergeant i brittiska armén. Graden används idag i både Indiens och Pakistans arméer.

## Gradbeteckningar

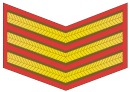
Gradbeteckning för havildar i Indiens armé.